# ISO 4
La ISO 4 (Información y documentación: Reglas para la abreviatura de las palabras en los títulos y de los títulos de las publicaciones) es una norma de la Organización internacional de normalización (ISO) que define un sistema uniforme para las abreviaturas de los títulos de las publicaciones en serie.

## Histórico
La primera edición de la ISO 4 data de 1972. La norma ha sido revisada en 1984. Su versión actual es de 1997 . Está actualizada por el Centro internacional del ISSN. Éste mantiene la lista de abreviaturas de palabras de títulos » que actualiza anualmente.

## Elaboración
La norma ISO 4 está elaborada y revisada por el sub-comité SC 9 « Presentación, identificación y descripción de los documentos » del comité técnico ISO/TC 46 Información y documentación de la ISO.

## Utilización
La principal utilización de la norma ISO 4 es de abreviar los títulos de revistas científicas en las citas. Por ejemplo, cuando se cita un artículo del European Physical Journal, la norma ISO 4 recomienda la abreviatura 

Eur. Phys. J.

## Contenido

### Métodos
La norma recomienda la abreviatura por truncamiento que define como la abreviatura de una palabra por supresión de dos o varias letras contiguas al finalizar esta palabra.

### Abreviaturas

#### Tipos de medios
Ejemplos :
- Journal : J.
- Nachrichten ((en alemán)) : Nachr.
- Nota ((en inglés)) : Not.

#### Materias
Ejemplos :
- Astronom- : Astron.
- Astrophys- : Astrophys.
- Chemical ((en inglés)) : Chem.
- Constitución(-) : Const.
- Law ((en inglés)) : L.
- Physical : Phys.

#### Nombres de personas
Los nombres de personas no son abreviados. Los adjetivos formados a partir de nombres de personas pueden estar abreviados reduciendo el adjetivo al nombre de persona.
Ejemplos :
- Mozart no es abreviado ;
- Mozartiano = Mozart.

#### Nombres de lugar
Los nombres de lugar pueden estar abreviados, sobre todo los que se terminan por sufijos tales que-burgh, -ton, -ville, etc.
Ejemplos :
- Friburgo = Fribg.
- Southampton = Southampt.

Continentes y País :
- Internation- ((en inglés)) : Int.
- Europa : Eur.
- América / America(n) : Am.
- Serbia : Serb.

#### Otros
Ejemplos :
- Real : R.
- Society ((en inglés)) : Soc.